# Athyrium brevisorum
Athyrium brevisorum (syn. Athyrium niponicum) — вид папоротников.
В русскоязычной литературе описывается под устаревшим названием Кочедыжник японский.
Японское название: イヌワラビ (Inu-warabi).

## Синонимы
В синонимику вида входят следующие названия:
- Asplenium brevisorum Wall.
- Asplenium brevisorum (Wall. ex Hook.) T. Moore
- Asplenium brevisorum Wall. ex Hook.
- Asplenium niponicum Mett.
- Asplenium uropteron Miq.
- Athyrium anhweiense Ching & P.C. Chiu
- Athyrium apiciflorum Ching
- Athyrium biondii H. Christ
- Athyrium fissum H. Christ
- Athyrium niponicum (Mett.) Hance
- Athyrium niponicum f. major C. Chr.
- Athyrium pachyphlebium C. Chr.
- Athyrium silvestrii H. Christ
- Athyrium yunnanense H. Christ

## Ботаническое описание
Высота растений около 70 см.
Корневище ползучее, около 3 мм в диаметре.
Вайи дважды-, трижды-перистые. Сорусы обычно крючковидные.
Кариотип: 2n = 80.

## Распространение
Встречается под пологом леса, в поймах рек, на затенённых и влажных горных склонах, среди кустарника на травянистых склонах. На высотах от уровня моря до 2600 метров над уровнем моря.
Китай, Япония, Корея, Непал, Вьетнам, Мьянма. Типовой экземпляр из Японии.

## В культуре
Зоны зимостойкости: от 3 до более тёплых.
Окраска лучше проявляется в условиях полутени.
Почва: влажная, рыхлая, богатая гумусом, с pH около 5.
Взрослые растения размножаются корневыми отпрысками, которые лучше отделять в середине мая или сентябре. При размножении спорами сортовые признаки утрачиваются.

## Сорта
Большинство присутствующих на рынке сортов в действительности является вариациями 'Pictum'.
- 'Pictum' (syn. 'Metallica', 'Metallicum', Athyrium niponicum var. pictum). Высота растений 30—60 см, ширина 40—70 см[6]. Молодые вайи почти розовые. Раскрывшиеся окрашены в светло-серый, тёмно-серый, серебристо-белый и бронзовый цвета[7]. Серебристая окраска вай хорошо выражена только несколько недель весной, с повышением температур они приобретают всё более зелёный цвет[8]. Вегетативное размножение медленное[9].
- 'Burgundy Lace'. Молодые вайи почти полностью винно-красные, начиная с краёв, со временем окраска меняется вначале на светло-розовую, а потом светло-серебристую, винно-красный цвет остаётся только в центральной части; осенью в окраске проявляются зеленоватые оттенки. 'Burgundy Lace' в отличие от исходного вида быстрее разрастается и в два раза крупнее[5].
- 'Red Beauty'. От 'Pictum' отличается красным цветом черешков вай. Окраска хорошо проявляется у взрослых растений[10][11].
- 'Silver Falls' (syn. Athyrium nipponicum var. pictum 'Silver Falls'). Запатентованный сорт (PP12,803 от 23 июля 2002 года). От 'Pictum' отличается большим количеством серебряного оттенка на листьях и более продолжительным (до 2 месяцев) сохранением серебристой окраски[8].
- 'Ursula’s Red' Ursula Herz. Молодые вайи светло зелёные с красноватым налётом вокруг центра и более светлыми желтовато-серебристыми краями, которые очень быстро светлеют до серебристо белого, центральная часть темнеет, приобретая красно-зелёную или красно-пурпурно-зелёную окраску. Сорт 'Ursula’s Red' почти в два раза крупнее исходного вида. Вайи прочные, образуют куст вазообразной формы[5].